# Doomsday (album)
Pour les articles homonymes, voir Doomsday.
Albums de Boo-Yaa T.R.I.B.E.
New Funky Nation
(1990) Occupation Hazardous
(1995)
Doomsday est le deuxième album studio de Boo-Yaa T.R.I.B.E., sorti en 1994.
Cet album regorge d'influences funk, mais quelques vrais instruments sont ajoutés pour donner une touche rock à tendance metal, voie que le groupe exploitera sur les albums suivants.

## Liste des titres
| No  | Titre                                                                          | Contient un (des) sample(s) de | Durée |
| --- | ------------------------------------------------------------------------------ | ------------------------------ | ----- |
| 1.  | Intro (2 Minute Warning)                                                       |                                | 1:25  |
| 2.  | Set Tripping                                                                   |                                | 4:12  |
| 3.  | Kreepin' Thru' Yo Hood                                                         |                                | 4:33  |
| 4.  | Get Gatted On                                                                  |                                | 3:29  |
| 5.  | Devil Can't Have Me                                                            |                                | 5:18  |
| 6.  | Doomsday                                                                       |                                | 4:32  |
| 7.  | Janitor                                                                        |                                | 0:47  |
| 8.  | Gangstas of Industry                                                           |                                | 4:09  |
| 9.  | Shoot 'Em Down                                                                 |                                | 4:12  |
| 10. | House Full of Ganstas (featuring Bloody Mary, Bob Dog, Roc Slanga et Will Roc) |                                | 5:50  |
| 11. | Put Dat on Something                                                           |                                | 4:05  |
| 12. | Tribal Warfare                                                                 |                                | 3:30  |
| 13. | Mad Samoan                                                                     |                                | 5:26  |
| 14. | Gang Related                                                                   |                                | 4:05  |
| 15. | Kill 'Em All                                                                   |                                | 4:27  |
| 16. | Death Row California                                                           |                                | 4:22  |
| 17. | Samoan Mafia                                                                   | Do Your Thing de Lyn Collins   | 4:55  |